# Róbert Vittek
Róbert Vittek (Bratislava, 1º aprile 1982) è un ex calciatore slovacco, di ruolo attaccante.
Dopo aver giocato con lo Slovan Bratislava, sfiorando più volte il titolo di capocannoniere, a 21 anni è acquistato dal Norimberga, facendosi notare anche tra i marcatori della Bundesliga nella stagione 2005-2006: le prestazioni con il club tedesco gli valgono il titolo di calciatore slovacco dell'anno. La carriera di Vittek è minata dagli infortuni, che ne pregiudicano le prestazioni: non riesce più a ripetere la fortunata stagione del 2006, lasciando il Norimberga dopo 43 gol, il successo nella seconda serie e quello nella DFB-Pokal del 2007. Passa al Lilla, tentando in seguito l'avventura in Turchia, dove non riesce più a ripetere le buone stagioni passate. A 31 anni torna allo Slovan Bratislava che l'aveva lanciato, vincendo il campionato e la Supercoppa nel 2014.
È al sesto posto per numero di presenze (82) e al secondo posto nelle marcature (23) con la nazionale slovacca. Con la Slovacchia ha preso parte al mondiale 2010 in Sudafrica, durante il quale ha segnato 4 gol, trascinando la sua nazionale fino agli ottavi di finale: grazie a queste reti è il miglior marcatore della nazionale ai mondiali.

## Caratteristiche tecniche
Centravanti, forte fisicamente e abile nel proteggere palla, predilige svariare su tutto il fronte offensivo dove si dimostra un buon finalizzatore, all'occorrenza può giocare anche come ala destra.

## Carriera

### Club
Prodotto del vivaio dello Slovan Bratislava, dopo la stagione d'esordio, conclude le annate seguenti in doppia cifra: segna 10 gol nel 2001 (settimo tra i capocannonieri), 14 nel 2002 (terzo nella classifica marcatori) e 19 nella stagione 2002-2003, a un solo gol dalla coppia offensiva dello Žilina formata da Marek Mintál e Martin Fabuš. Inizia la stagione 2003-2004 con lo Slovan Bratislava, ma il primo agosto 2003 il Norimberga, club di seconda divisione tedesca, ottiene la punta slovacca in prestito oneroso per € 280.000. A Norimberga, Vittek ritrova proprio il connazionale Mintál, che pochi mesi prima l'aveva preceduto nella classifica marcatori del campionato slovacco.
Vittek esordisce in campionato alla quinta giornata, il 14 settembre 2003, contro l'Erzgebirge Aue (3-3). Il 28 ottobre seguente, realizza il suo primo gol coi tedeschi nella sfida di DFB-Pokal contro il Bayern Monaco (1-1), valida per il secondo turno della competizione: Vittek porta in vantaggio il Norimberga, ma la sfida finisce in parità ed è vinta ai rigori dal Bayern Monaco. Vittek segna anche il proprio rigore nella sequenza dagli undici metri. Il 9 novembre successivo, va in gol anche in campionato, contro l'Union Berlino (3-0). Nella sfida di ritorno contro l'Union Berlino, Vittek firma la sua unica doppietta stagionale, contribuendo al successo ottenuto per 3-5.
Il duo offensivo slovacco apporta un contributo fondamentale al successo nel campionato di Zweite Bundesliga 2003-2004: Vittek chiude la stagione con 9 gol e 10 assist, Mintál realizza 18 gol e vince la classifica marcatori del campionato. Grazie a queste prestazioni, Mintál è eletto calciatore slovacco dell'anno. Risalito in massima divisione, il Norimberga riesce a salvarsi alla sua prima stagione: Vittek segna un gol all'esordio in Bundesliga, il 7 agosto 2004 contro il Kaiserslautern (1-3), seguono altri 5 gol tra campionato e Coppa di Germania. Durante la prima parte di stagione, Vittek firma con il club tedesco un contratto a lungo termine. Mentre verso il finale di campionato Vittek non riesce praticamente più a vedere il campo, giocando l'ultima partita della stagione nel marzo 2005, il connazionale Mintál segna 24 volte, vince nuovamente il titolo di capocannoniere e si conferma calciatore slovacco dell'anno. Nell'annata seguente, Mintál finisce la stagione quasi subito per infortunio e Vittek non riesce ad andare a segno fino al diciannovesimo turno di campionato, quando sigla una rete all'Hannover 96 (1-1). Sbloccatosi, il centravanti slovacco firma due triplette consecutive contro Friburgo (3-0) e Colonia (3-4), mettendo a referto anche una doppietta nella partita immediatamente successiva, contro il Werder Brema. A fine stagione il Norimberga riesce a salvarsi anche grazie ai 16 gol di Vittek, quinto tra i capocannonieri: queste prestazioni gli valgono il premio come calciatore slovacco dell'anno, che per il terzo anno consecutivo finisce a un giocatore del Norimberga.
Nel corso della stagione 2006-2007, nel mese di ottobre, Vittek rinnova il contratto con il Norimberga fino al 2010 e da quest'annata inizia il declino della sua carriera. Schierato sempre più frequentemente come attaccante esterno, Vittek non riesce più a segnare con costanza: realizza 11 gol nei due anni successivi, 5 di questi in campionato e 3 nella sola sfida di coppa contro il Victoria (0-3). Nella stagione 2007-2008 gioca 17 match a causa di infortuni e della scarsa condizione fisica. Nel corso della stessa stagione s'infortuna al ginocchio ed è costretto a operarsi: torna in campo solo il primo marzo 2008, contro l'Hannover 96 (2-1), realizzando il suo unico gol stagionale in campionato nel successo riportato contro l'Eintracht Francoforte (3-1), il 5 aprile seguente.
Retrocesso in seconda serie, il Norimberga cede Vittek a titolo definitivo al Lilla per € 4 milioni: gioca per due stagioni in Ligue 1 trovando la via del gol in 8 occasioni. Esordisce in UEFA Europa League, segnando diverse reti, tra cui una al Genoa (3-0). Nel febbraio 2010, il Lilla cede lo slovacco in prestito in Turchia, dove l'attaccante segna 5 reti in 12 match di campionato, tra cui una doppietta il 21 marzo 2010 contro il Kayserispor (3-0), convincendo l'Ankaragücü a riscattarlo a fine stagione in cambio di € 2,1 milioni. Nel settembre 2011, il Trabzonspor paga € 600.000 per assicurarsene le prestazioni.
Frenato dagli infortuni, Vittek totalizza appena 11 presenze e 4 gol in un anno e mezzo con il club di Trebisonda, passando all'Istanbul BB nel febbraio 2013 per 240.000 euro, dove però non vede mai il campo sempre a causa di qualche infortunio.
Il 4 settembre 2013, ritorna allo Slovan Bratislava, segnando 12 gol in 17 incontri di campionato slovacco e raggiungendo la terza posizione tra i marcatori. La stagione 2014-2015 è condizionata dagli infortuni. Nella stagione seguente, il centravanti slovacco si riscatta parzialmente: totalizza 18 gol in 35 partite, segnando 7 volte in Europa League, merito di due triplette contro UCD (1-5) e Krasnodar (3-3). Verso la fine della stagione 2015-2016 le sue prestazioni sono limitate da un grave infortunio al ginocchio destro, che ne preclude la sua possibilità di partecipare all'Europeo 2016.
Dopo una parentesi ungherese di appena due mesi al Debrecen, dal 7 ottobre al 4 dicembre 2016, Vittek torna allo Slovan Bratislava, dove gioca dal 27 febbraio al 30 giugno 2017, con possibilità di rinnovo.

### Nazionale
Nonostante un grave infortunio al ginocchio che lo colpisce durante la stagione 2009-2010, viene convocato dalla Slovacchia per il mondiale 2010, in cui realizza 4 reti in 3 partite, di cui una alla Nuova Zelanda (1-1), due all'Italia, uscita dalla fase a gironi a causa di questa sconfitta (3-2) - alla fine del match risulta il migliore in campo - e una su calcio di rigore all'Paesi Bassi nel 2-1 per gli oranje agli ottavi di finale, diventando così momentaneamente il capocannoniere della manifestazione mondiale insieme all'argentino Gonzalo Higuaín e allo spagnolo David Villa. La sua prestazione complessiva alla rassegna mondiale è giudicata positiva dagli addetti ai lavori..
Nel settembre 2015 torna in nazionale a più di due anni dall'ultima apparizione, risalente al 2 giugno 2013 contro il Belgio in amichevole, giocando da titolare 66 minuti contro l'Ucraina, nella partita valida per le qualificazioni al campionato d'Europa 2016. Salta l'europeo del 2016 in Francia per via di un infortunio al ginocchio rimediato verso la fine della stagione 2015-2016.
Con 23 reti in nazionale è stato per molti anni, il miglior marcatore nella storia della selezione mitteleuropea, record successivamente battuto nel giugno 2019, dal connazionale Marek Hamšík (24 gol).

## Statistiche

### Presenze e reti nei club
Tra club, Nazionale maggiore e Nazionali giovanili, Vittek ha giocato globalmente 470 partite segnando 172 reti, alla media di 0,37 gol a partita.
Statistiche aggiornate al 8 maggio 2016.
| Stagione                 | Squadra                  | Campionato               | Campionato | Campionato | Coppe nazionali | Coppe nazionali | Coppe nazionali | Coppe continentali | Coppe continentali | Coppe continentali | Altre coppe | Altre coppe | Altre coppe | Totale | Totale |
| Stagione                 | Squadra                  | Comp                     | Pres       | Reti       | Comp            | Pres            | Reti            | Comp               | Pres               | Reti               | Comp        | Pres        | Reti        | Pres   | Reti   |
| ------------------------ | ------------------------ | ------------------------ | ---------- | ---------- | --------------- | --------------- | --------------- | ------------------ | ------------------ | ------------------ | ----------- | ----------- | ----------- | ------ | ------ |
| 1999-2000                | Slovan Bratislava        | SL                       | 14         | 2          | CS              | ?               | ?               | -                  | -                  | -                  | -           | -           | -           | 14     | 2      |
| 2000-2001                | Slovan Bratislava        | SL                       | 28         | 10         | CS              | ?               | ?               | CU                 | 2                  | 0                  | -           | -           | -           | 30     | 10     |
| 2001-2002                | Slovan Bratislava        | SL                       | 27         | 14         | CS              | ?               | ?               | CU                 | 3                  | 1                  | -           | -           | -           | 30     | 15     |
| 2002-2003                | Slovan Bratislava        | SL                       | 29         | 19         | CS              | ?               | ?               | -                  | -                  | -                  | -           | -           | -           | 29     | 19     |
| lug.-ago. 2003           | Slovan Bratislava        | SL                       | 3          | 2          | CS              | ?               | ?               | -                  | -                  | -                  | -           | -           | -           | 3      | 2      |
| 2003-2004                | Norimberga               | 2BL                      | 27         | 9          | CG              | 1               | 1               | -                  | -                  | -                  | -           | -           | -           | 28     | 10     |
| 2004-2005                | Norimberga               | BL                       | 24         | 5          | CG              | 1               | 1               | -                  | -                  | -                  | -           | -           | -           | 25     | 6      |
| 2005-2006                | Norimberga               | BL                       | 30         | 16         | CG              | 1               | 0               | -                  | -                  | -                  | -           | -           | -           | 31     | 16     |
| 2006-2007                | Norimberga               | BL                       | 24         | 4          | CG              | 3               | 1               | -                  | -                  | -                  | -           | -           | -           | 27     | 5      |
| 2007-2008                | Norimberga               | BL                       | 17         | 1          | CG+CdL          | 1+1             | 3+2             | -                  | -                  | -                  | -           | -           | -           | 19     | 6      |
| 2008-2009                | Norimberga               | 2L                       | 2          | 0          | CG              | 1               | 0               | -                  | -                  | -                  | -           | -           | -           | 3      | 0      |
| Totale Norimberga        | Totale Norimberga        | Totale Norimberga        | 124        | 35         |                 | 9               | 8               |                    | -                  | -                  |             | -           | -           | 133    | 43     |
| 2008-2009                | Lilla                    | L1                       | 26         | 6          | CF+CdL          | 3+1             | 1+0             | -                  | -                  | -                  | -           | -           | -           | 30     | 7      |
| 2009-gen. 2010           | Lilla                    | L1                       | 12         | 2          | CF+CdL          | 1+1             | 0               | UEL                | 8                  | 3                  | -           | -           | -           | 22     | 5      |
| Totale Lille             | Totale Lille             | Totale Lille             | 38         | 8          |                 | 6               | 1               |                    | 8                  | 3                  |             | -           | -           | 52     | 12     |
| gen.-giu. 2010           | MKE Ankaragücü           | SL                       | 12         | 5          | TK              | -               | -               | -                  | -                  | -                  | -           | -           | -           | 12     | 5      |
| 2010-2011                | MKE Ankaragücü           | SL                       | 12         | 1          | TK              | 0               | 0               | -                  | -                  | -                  | -           | -           | -           | 12     | 1      |
| Totale MKE Ankaragücü    | Totale MKE Ankaragücü    | Totale MKE Ankaragücü    | 24         | 6          |                 | 0               | 0               |                    | -                  | -                  |             | -           | -           | 24     | 6      |
| 2011-2012                | Trabzonspor              | SL                       | 1          | 0          | TK              | 0               | 0               | UCL+UEL            | 1+0                | 0                  | -           | -           | -           | 2      | 0      |
| 2012-gen. 2013           | Trabzonspor              | SL                       | 5          | 2          | TK              | 3               | 2               | UEL                | 1                  | 0                  | -           | -           | -           | 9      | 4      |
| Totale Trabzonspor       | Totale Trabzonspor       | Totale Trabzonspor       | 6          | 2          |                 | 3               | 2               |                    | 2                  | 0                  |             | -           | -           | 11     | 4      |
| gen.-giu. 2013           | İstanbul B.B.            | SL                       | 0          | 0          | TK              | -               | -               | -                  | -                  | -                  | -           | -           | -           | 0      | 0      |
| 2013-2014                | Slovan Bratislava        | SL                       | 17         | 12         | CS              | 4               | 4               | UCL                | -                  | -                  | -           | -           | -           | 21     | 16     |
| 2014-2015                | Slovan Bratislava        | SL                       | 5          | 0          | CS              | 2               | 2               | UCL+UEL            | 3+1                | 1+0                | SS          | 0           | 0           | 11     | 3      |
| 2015-2016                | Slovan Bratislava        | SL                       | 25         | 10         | CS              | 5               | 1               | UCL+UEL            | 5+0                | 7+0                | SS          | 0           | 0           | 35     | 18     |
| Totale Slovan Bratislava | Totale Slovan Bratislava | Totale Slovan Bratislava | 148        | 69         |                 | 11+             | 7+              |                    | 14                 | 9                  |             | 0           | 0           | 173+   | 85+    |
| Totale carriera          | Totale carriera          | Totale carriera          | 340        | 120        |                 | 29+             | 18+             |                    | 19                 | 11                 |             | 0           | 0           | 388+   | 149+   |

### Cronologia presenze e reti in nazionale
| Cronologia completa delle presenze e delle reti in nazionale ― Slovacchia | Cronologia completa delle presenze e delle reti in nazionale ― Slovacchia | Cronologia completa delle presenze e delle reti in nazionale ― Slovacchia | Cronologia completa delle presenze e delle reti in nazionale ― Slovacchia | Cronologia completa delle presenze e delle reti in nazionale ― Slovacchia | Cronologia completa delle presenze e delle reti in nazionale ― Slovacchia | Cronologia completa delle presenze e delle reti in nazionale ― Slovacchia | Cronologia completa delle presenze e delle reti in nazionale ― Slovacchia |
| Data                                                                      | Città                                                                     | In casa                                                                   | Risultato                                                                 | Ospiti                                                                    | Competizione                                                              | Reti                                                                      | Note                                                                      |
| ------------------------------------------------------------------------- | ------------------------------------------------------------------------- | ------------------------------------------------------------------------- | ------------------------------------------------------------------------- | ------------------------------------------------------------------------- | ------------------------------------------------------------------------- | ------------------------------------------------------------------------- | ------------------------------------------------------------------------- |
| 29-5-2001                                                                 | Brema                                                                     | Germania                                                                  | 2 – 0                                                                     | Slovacchia                                                                | Amichevole                                                                | -                                                                         | 46’                                                                       |
| 2-6-2001                                                                  | Stoccolma                                                                 | Svezia                                                                    | 2 – 0                                                                     | Slovacchia                                                                | Qual. Mondiali 2002                                                       | -                                                                         | 57’                                                                       |
| 6-6-2001                                                                  | Baku                                                                      | Azerbaigian                                                               | 2 – 0                                                                     | Slovacchia                                                                | Qual. Mondiali 2002                                                       | -                                                                         | 70’                                                                       |
| 15-8-2001                                                                 | Bratislava                                                                | Slovacchia                                                                | 3 – 4                                                                     | Iran                                                                      | Amichevole                                                                | 1                                                                         | 46’                                                                       |
| 1-9-2001                                                                  | Bratislava                                                                | Slovacchia                                                                | 0 – 1                                                                     | Turchia                                                                   | Qual. Mondiali 2002                                                       | -                                                                         | 46’                                                                       |
| 5-9-2001                                                                  | Trenčín                                                                   | Slovacchia                                                                | 4 – 2                                                                     | Moldavia                                                                  | Qual. Mondiali 2002                                                       | -                                                                         |                                                                           |
| 17-4-2002                                                                 | Bruxelles                                                                 | Belgio                                                                    | 1 – 1                                                                     | Slovacchia                                                                | Amichevole                                                                | -                                                                         |                                                                           |
| 29-4-2002                                                                 | Tokyo                                                                     | Giappone                                                                  | 1 – 0                                                                     | Slovacchia                                                                | Amichevole                                                                | -                                                                         | 74’                                                                       |
| 21-8-2002                                                                 | Olomouc                                                                   | Rep. Ceca                                                                 | 4 – 1                                                                     | Slovacchia                                                                | Amichevole                                                                | -                                                                         | 39’                                                                       |
| 7-9-2002                                                                  | Istanbul                                                                  | Turchia                                                                   | 3 – 0                                                                     | Slovacchia                                                                | Qual. Euro 2004                                                           | -                                                                         |                                                                           |
| 12-10-2002                                                                | Bratislava                                                                | Slovacchia                                                                | 1 – 2                                                                     | Inghilterra                                                               | Qual. Euro 2004                                                           | -                                                                         | 31’ 81’                                                                   |
| 12-2-2003                                                                 | Larnaca                                                                   | Romania                                                                   | 2 – 1                                                                     | Slovacchia                                                                | Amichevole                                                                | 1                                                                         |                                                                           |
| 13-2-2003                                                                 | Larnaca                                                                   | Cipro                                                                     | 1 – 3                                                                     | Slovacchia                                                                | Amichevole                                                                | 2                                                                         |                                                                           |
| 29-3-2003                                                                 | Skopje                                                                    | Macedonia                                                                 | 0 – 2                                                                     | Slovacchia                                                                | Qual. Euro 2004                                                           | -                                                                         | 36’                                                                       |
| 30-4-2003                                                                 | Žilina                                                                    | Slovacchia                                                                | 2 – 2                                                                     | Grecia                                                                    | Amichevole                                                                | -                                                                         | 46’                                                                       |
| 7-6-2003                                                                  | Bratislava                                                                | Slovacchia                                                                | 0 – 1                                                                     | Turchia                                                                   | Qual. Euro 2004                                                           | -                                                                         | 46’                                                                       |
| 11-6-2003                                                                 | Middlesbrough                                                             | Inghilterra                                                               | 2 – 1                                                                     | Slovacchia                                                                | Qual. Euro 2004                                                           | -                                                                         | 63’                                                                       |
| 20-8-2003                                                                 | New York                                                                  | Colombia                                                                  | 0 – 0                                                                     | Slovacchia                                                                | Amichevole                                                                | -                                                                         |                                                                           |
| 11-10-2003                                                                | Vaduz                                                                     | Liechtenstein                                                             | 0 – 2                                                                     | Slovacchia                                                                | Qual. Euro 2004                                                           | 2                                                                         |                                                                           |
| 31-3-2004                                                                 | Bratislava                                                                | Slovacchia                                                                | 1 – 1                                                                     | Austria                                                                   | Amichevole                                                                | -                                                                         | 46’                                                                       |
| 28-4-2004                                                                 | Kiev                                                                      | Ucraina                                                                   | 1 – 1                                                                     | Slovacchia                                                                | Amichevole                                                                | -                                                                         | 84’                                                                       |
| 29-5-2004                                                                 | Fiume                                                                     | Croazia                                                                   | 1 – 0                                                                     | Slovacchia                                                                | Amichevole                                                                | -                                                                         | 66’                                                                       |
| 18-8-2004                                                                 | Bratislava                                                                | Slovacchia                                                                | 3 – 1                                                                     | Lussemburgo                                                               | Qual. Mondiali 2006                                                       | 1                                                                         |                                                                           |
| 4-9-2004                                                                  | Mosca                                                                     | Russia                                                                    | 1 – 1                                                                     | Slovacchia                                                                | Qual. Mondiali 2006                                                       | 1                                                                         |                                                                           |
| 8-9-2004                                                                  | Bratislava                                                                | Slovacchia                                                                | 7 – 0                                                                     | Liechtenstein                                                             | Qual. Mondiali 2006                                                       | 3                                                                         |                                                                           |
| 9-10-2004                                                                 | Bratislava                                                                | Slovacchia                                                                | 4 – 1                                                                     | Lettonia                                                                  | Qual. Mondiali 2006                                                       | -                                                                         |                                                                           |
| 17-11-2004                                                                | Trnava                                                                    | Slovacchia                                                                | 0 – 0                                                                     | Slovenia                                                                  | Amichevole                                                                | -                                                                         | 46’                                                                       |
| 9-2-2005                                                                  | Larnaca                                                                   | Slovacchia                                                                | 2 – 2                                                                     | Romania                                                                   | Amichevole                                                                | 1                                                                         | 77’                                                                       |
| 4-6-2005                                                                  | Lisbona                                                                   | Portogallo                                                                | 2 – 0                                                                     | Slovacchia                                                                | Qual. Mondiali 2006                                                       | -                                                                         | 59’                                                                       |
| 8-6-2005                                                                  | Lussemburgo                                                               | Lussemburgo                                                               | 0 – 4                                                                     | Slovacchia                                                                | Qual. Mondiali 2006                                                       | -                                                                         |                                                                           |
| 17-8-2005                                                                 | Vaduz                                                                     | Liechtenstein                                                             | 0 – 0                                                                     | Slovacchia                                                                | Qual. Mondiali 2006                                                       | -                                                                         |                                                                           |
| 3-9-2005                                                                  | Bratislava                                                                | Slovacchia                                                                | 2 – 0                                                                     | Germania                                                                  | Amichevole                                                                | -                                                                         | 61’                                                                       |
| 7-9-2005                                                                  | Riga                                                                      | Lettonia                                                                  | 1 – 1                                                                     | Slovacchia                                                                | Qual. Mondiali 2006                                                       | 1                                                                         |                                                                           |
| 8-10-2005                                                                 | Bratislava                                                                | Slovacchia                                                                | 1 – 0                                                                     | Estonia                                                                   | Qual. Mondiali 2006                                                       | -                                                                         |                                                                           |
| 12-10-2005                                                                | Bratislava                                                                | Slovacchia                                                                | 0 – 0                                                                     | Russia                                                                    | Qual. Mondiali 2006                                                       | -                                                                         |                                                                           |
| 12-11-2005                                                                | Madrid                                                                    | Spagna                                                                    | 5 – 1                                                                     | Slovacchia                                                                | Qual. Mondiali 2006                                                       | -                                                                         |                                                                           |
| 16-11-2005                                                                | Bratislava                                                                | Slovacchia                                                                | 1 – 1                                                                     | Spagna                                                                    | Qual. Mondiali 2006                                                       | -                                                                         |                                                                           |
| 1-3-2006                                                                  | Parigi                                                                    | Francia                                                                   | 1 – 2                                                                     | Slovacchia                                                                | Amichevole                                                                | -                                                                         | 88’                                                                       |
| 20-5-2006                                                                 | Trnava                                                                    | Slovacchia                                                                | 1 – 1                                                                     | Belgio                                                                    | Amichevole                                                                | -                                                                         | 34’                                                                       |
| 15-8-2006                                                                 | Bratislava                                                                | Slovacchia                                                                | 3 – 0                                                                     | Malta                                                                     | Amichevole                                                                | -                                                                         | 46’ 62’                                                                   |
| 7-10-2006                                                                 | Cardiff                                                                   | Galles                                                                    | 1 – 5                                                                     | Slovacchia                                                                | Qual. Euro 2008                                                           | 1                                                                         | 77’                                                                       |
| 11-10-2006                                                                | Bratislava                                                                | Slovacchia                                                                | 1 – 4                                                                     | Germania                                                                  | Qual. Euro 2008                                                           | -                                                                         |                                                                           |
| 15-11-2006                                                                | Žilina                                                                    | Slovacchia                                                                | 3 – 1                                                                     | Bulgaria                                                                  | Amichevole                                                                | -                                                                         | 46’                                                                       |
| 7-2-2007                                                                  | Jerez de la Frontera                                                      | Polonia                                                                   | 2 – 2                                                                     | Slovacchia                                                                | Amichevole                                                                | -                                                                         |                                                                           |
| 24-3-2007                                                                 | Nicosia                                                                   | Cipro                                                                     | 2 – 3                                                                     | Slovacchia                                                                | Qual. Euro 2008                                                           | 1                                                                         |                                                                           |
| 28-3-2007                                                                 | Dublino                                                                   | Irlanda                                                                   | 1 – 0                                                                     | Slovacchia                                                                | Qual. Euro 2008                                                           | -                                                                         |                                                                           |
| 6-6-2007                                                                  | Amburgo                                                                   | Germania                                                                  | 2 – 1                                                                     | Slovacchia                                                                | Qual. Euro 2008                                                           | -                                                                         | Cap.                                                                      |
| 22-8-2007                                                                 | Trnava                                                                    | Slovacchia                                                                | 0 – 1                                                                     | Francia                                                                   | Amichevole                                                                | -                                                                         |                                                                           |
| 26-3-2008                                                                 | Zlaté Moravce                                                             | Slovacchia                                                                | 1 – 2                                                                     | Islanda                                                                   | Amichevole                                                                | -                                                                         | 45’                                                                       |
| 20-5-2008                                                                 | Bielefeld                                                                 | Turchia                                                                   | 1 – 0                                                                     | Slovacchia                                                                | Amichevole                                                                | -                                                                         | 78’                                                                       |
| 24-5-2008                                                                 | Lugano                                                                    | Svizzera                                                                  | 2 – 0                                                                     | Slovacchia                                                                | Amichevole                                                                | -                                                                         |                                                                           |
| 20-8-2008                                                                 | Bratislava                                                                | Slovacchia                                                                | 0 – 2                                                                     | Grecia                                                                    | Amichevole                                                                | -                                                                         |                                                                           |
| 6-9-2008                                                                  | Bratislava                                                                | Slovacchia                                                                | 2 – 1                                                                     | Irlanda del Nord                                                          | Qual. Mondiali 2010                                                       | -                                                                         | 84’                                                                       |
| 10-9-2008                                                                 | Maribor                                                                   | Slovenia                                                                  | 2 – 1                                                                     | Slovacchia                                                                | Qual. Mondiali 2010                                                       | -                                                                         |                                                                           |
| 11-10-2008                                                                | Serravalle                                                                | San Marino                                                                | 1 – 3                                                                     | Slovacchia                                                                | Qual. Mondiali 2010                                                       | -                                                                         |                                                                           |
| 15-10-2008                                                                | Bratislava                                                                | Slovacchia                                                                | 2 – 1                                                                     | Polonia                                                                   | Qual. Mondiali 2010                                                       | -                                                                         |                                                                           |
| 19-11-2008                                                                | Žilina                                                                    | Slovacchia                                                                | 4 – 0                                                                     | Liechtenstein                                                             | Amichevole                                                                | 1                                                                         | 67’                                                                       |
| 10-2-2009                                                                 | Limassol                                                                  | Ucraina                                                                   | 3 – 2                                                                     | Slovacchia                                                                | Amichevole                                                                | 1                                                                         |                                                                           |
| 11-2-2009                                                                 | Nicosia                                                                   | Cipro                                                                     | 3 – 2                                                                     | Slovacchia                                                                | Amichevole                                                                | -                                                                         | 46’ 64’                                                                   |
| 28-3-2009                                                                 | Londra                                                                    | Inghilterra                                                               | 4 – 0                                                                     | Slovacchia                                                                | Amichevole                                                                | -                                                                         | Cap. 46’                                                                  |
| 1-4-2009                                                                  | Praga                                                                     | Rep. Ceca                                                                 | 1 – 2                                                                     | Slovacchia                                                                | Qual. Mondiali 2010                                                       | -                                                                         | 90’                                                                       |
| 6-6-2009                                                                  | Bratislava                                                                | Slovacchia                                                                | 7 – 0                                                                     | San Marino                                                                | Qual. Mondiali 2010                                                       | -                                                                         |                                                                           |
| 12-8-2009                                                                 | Reykjavík                                                                 | Islanda                                                                   | 1 – 1                                                                     | Slovacchia                                                                | Amichevole                                                                | 1                                                                         | 63’                                                                       |
| 5-9-2009                                                                  | Bratislava                                                                | Slovacchia                                                                | 2 – 2                                                                     | Rep. Ceca                                                                 | Qual. Mondiali 2010                                                       | -                                                                         |                                                                           |
| 9-9-2009                                                                  | Belfast                                                                   | Irlanda del Nord                                                          | 0 – 2                                                                     | Slovacchia                                                                | Qual. Mondiali 2010                                                       | -                                                                         |                                                                           |
| 10-10-2009                                                                | Bratislava                                                                | Slovacchia                                                                | 0 – 2                                                                     | Slovenia                                                                  | Qual. Mondiali 2010                                                       | -                                                                         | 80’                                                                       |
| 14-11-2009                                                                | Bratislava                                                                | Slovacchia                                                                | 1 – 0                                                                     | Stati Uniti                                                               | Amichevole                                                                | -                                                                         | 68’                                                                       |
| 17-11-2009                                                                | Žilina                                                                    | Slovacchia                                                                | 1 – 2                                                                     | Cile                                                                      | Amichevole                                                                | -                                                                         | 85’                                                                       |
| 3-3-2010                                                                  | Žilina                                                                    | Slovacchia                                                                | 0 – 1                                                                     | Norvegia                                                                  | Amichevole                                                                | -                                                                         | 62’                                                                       |
| 5-6-2010                                                                  | Bratislava                                                                | Slovacchia                                                                | 3 – 0                                                                     | Costa Rica                                                                | Amichevole                                                                | 1                                                                         | 67’                                                                       |
| 15-6-2010                                                                 | Rustenburg                                                                | Nuova Zelanda                                                             | 1 – 1                                                                     | Slovacchia                                                                | Mondiali 2010 - 1º turno                                                  | 1                                                                         | 84’                                                                       |
| 20-6-2010                                                                 | Bloemfontein                                                              | Slovacchia                                                                | 0 – 2                                                                     | Paraguay                                                                  | Mondiali 2010 - 1º turno                                                  | -                                                                         |                                                                           |
| 24-6-2010                                                                 | Johannesburg                                                              | Slovacchia                                                                | 3 – 2                                                                     | Italia                                                                    | Mondiali 2010 - 1º turno                                                  | 2                                                                         | 40’ 90+2’                                                                 |
| 28-6-2010                                                                 | Durban                                                                    | Paesi Bassi                                                               | 2 – 1                                                                     | Slovacchia                                                                | Mondiali 2010 - Ottavi di finale                                          | 1                                                                         |                                                                           |
| 11-8-2010                                                                 | Bratislava                                                                | Slovacchia                                                                | 1 – 1                                                                     | Croazia                                                                   | Amichevole                                                                | -                                                                         | 68’ 72’                                                                   |
| 26-3-2011                                                                 | Andorra La Vella                                                          | Andorra                                                                   | 0 – 1                                                                     | Slovacchia                                                                | Qual. Euro 2012                                                           | -                                                                         | 78’                                                                       |
| 29-3-2011                                                                 | Trnava                                                                    | Slovacchia                                                                | 1 – 2                                                                     | Danimarca                                                                 | Amichevole                                                                | -                                                                         | 60’                                                                       |
| 4-6-2011                                                                  | Bratislava                                                                | Slovacchia                                                                | 1 – 0                                                                     | Andorra                                                                   | Qual. Euro 2012                                                           | -                                                                         |                                                                           |
| 2-9-2011                                                                  | Dublino                                                                   | Irlanda                                                                   | 0 – 0                                                                     | Slovacchia                                                                | Qual. Euro 2012                                                           | -                                                                         | 88’                                                                       |
| 6-2-2013                                                                  | Bruges                                                                    | Belgio                                                                    | 2 – 1                                                                     | Slovacchia                                                                | Amichevole                                                                | -                                                                         | 15’                                                                       |
| 8-9-2015                                                                  | Žilina                                                                    | Slovacchia                                                                | 0 – 0                                                                     | Ucraina                                                                   | Qual. Euro 2016                                                           | -                                                                         | 66’                                                                       |
| 29-3-2016                                                                 | Dublino                                                                   | Irlanda                                                                   | 2 – 2                                                                     | Slovacchia                                                                | Amichevole                                                                | -                                                                         | 64’                                                                       |
| Totale                                                                    |                                                                           | Presenze (8º posto)                                                       | 82                                                                        |                                                                           | Reti (2º posto)                                                           | 23                                                                        |                                                                           |

## Palmarès

### Club
- 2. Fußball-Bundesliga: 1

Norimberga: 2003-2004
- Coppa di Germania: 1

Norimberga: 2006-2007
- Campionato slovacco: 1

Slovan Bratislava: 2013-2014
- Supercoppa di Slovacchia: 1

Slovan Bratislava: 2014
- Coppa di Slovacchia: 2

Slovan Bratislava: 2016-2017, 2017-2018

### Individuale
- Calciatore slovacco dell'anno: 1

2006